# 弦楽四重奏曲第3番 (ショスタコーヴィチ)
弦楽四重奏曲第3番 ヘ長調 作品73 は、ドミートリイ・ショスタコーヴィチが1946年に作曲した弦楽四重奏曲。同年12月16日にモスクワでベートーヴェン弦楽四重奏団によって初演され、彼らに献呈された。

## 曲の特徴
本作の3年前に作曲された『交響曲第8番 ハ短調』（作品65）、1年前に作曲された『交響曲第9番 変ホ長調』（作品70）との類似点がある。
楽章数が5つであることは両曲と共通しており、第1楽章の滑稽な感じは交響曲第9番の第1楽章と共通しており、第2楽章が「冷笑的」と形容されることのある舞曲であること、第4楽章がパッサカリアで、第5楽章がアンチクライマックス的な音楽であることは交響曲第8番と共通している。
また、本作はルドルフ・バルシャイの手によって『室内交響曲』（作品73a）として編曲されている。

## 曲の構成
全5楽章、演奏時間は約33分。
- 第1楽章 アレグレット
ヘ長調、4分の2拍子、ソナタ形式。
- 第2楽章 モデラート・コン・モート
ホ短調、4分の3拍子
- 第3楽章 アレグロ・ノン・トロッポ
嬰ト短調、4分の2拍子 - 4分の3拍子。
- 第4楽章 アダージョ
嬰ハ短調、4分の4拍子、パッサカリア形式。
- 第5楽章 モデラート - アダージョ
ヘ長調、8分の6拍子 - 4分の2拍子、ロンドソナタ形式。